# Lijst van voetbalinterlands Estland - Malta
Deze lijst van voetbalinterlands is een overzicht van alle officiële voetbalwedstrijden tussen de nationale teams van Estland en Malta. De landen speelden tot op heden acht keer tegen elkaar, te beginnen met een kwalificatiewedstrijd voor het Wereldkampioenschap voetbal 1994 op 25 oktober 1992 in Ta' Qali. Het laatste duel, een groepswedstrijd tijdens de UEFA Nations League 2022/23, vond plaats op 23 september 2022 in Tallinn.

## Wedstrijden
| № | Plaats   | Datum             | Competitie                  | Wedstrijd       | Uitslag |
| - | -------- | ----------------- | --------------------------- | --------------- | ------- |
| 1 | Ta' Qali | 25 oktober 1992   | WK 1994 kwalificatie        | Malta – Estland | 0 – 0   |
| 2 | Tallinn  | 12 mei 1993       | WK 1994 kwalificatie        | Estland – Malta | 0 – 1   |
| 3 | Ta' Qali | 16 februari 2004  | Vriendschappelijk           | Malta – Estland | 5 – 2   |
| 4 | Tallinn  | 20 augustus 2008  | Vriendschappelijk           | Estland – Malta | 2 – 1   |
| 5 | Pärnu    | 31 augustus 2016  | Vriendschappelijk           | Estland − Malta | 1 − 1   |
| 6 | Ta' Qali | 12 november 2017  | Vriendschappelijk           | Malta – Estland | 0 − 3   |
| 7 | Ta' Qali | 9 juni 2022       | UEFA Nations League 2022/23 | Malta − Estland | 1 – 2   |
| 8 | Tallinn  | 23 september 2022 | UEFA Nations League 2022/23 | Estland − Malta | 2 − 1   |

## Samenvatting
| Competitie          | Totaal gespeeld | Winst Estland | Gelijk | Winst Malta | Doelsaldo Estland – Malta |
| ------------------- | --------------- | ------------- | ------ | ----------- | ------------------------- |
| WK-kwalificatie     | 2               | 0             | 1      | 1           | 0 − 1                     |
| UEFA Nations League | 2               | 2             | 0      | 0           | 4 − 2                     |
| Vriendschappelijk   | 4               | 2             | 1      | 1           | 8 − 7                     |
| Totaal              | 8               | 4             | 2      | 2           | 12 − 10                   |

Wedstrijden bepaald door strafschoppen worden, in lijn met de FIFA, als een gelijkspel gerekend.

## Details

### Eerste ontmoeting
| WK 1994 kwalificatie (Ta' Qali, Malta, 25 oktober 1992): |              | |
| Malta | 0 – 0        | Estland |
| | goals        | |
| Pippo Psayla | bondscoach   | Uno Piir |
| David Cluett Martin Gregory 62' Joe Brincat Joe Galea Silvio Vella John Buttigieg Alex Busuttil Raymond Vella Stefan Sultana Jesmond Zerafa 75' Kristian Laferla | opstellingen | Mart Poom Urmas Kaljend Urmas Hepner Igor Prins Risto Kallaste Toomas Kallaste Indro Olumets Martin Reim 81' Urmas Kirs 76' Aleksandr Puštov Sergei Ratnikov |
| Hubert Suda 62' Nicholas Saliba 75' | wissels      | 76' Lembit Rajala 81' Marko Kristal |
| Martin Gregory 40' | gele kaarten | 42' Aleksandr Pustov 52' Toomas Kallaste 77' Martin Reim |
| - Debuut van Lembit Rajala (FC Flora Tallinn) voor Estland. |              | |

### Tweede ontmoeting
| WK 1994 kwalificatie (Tallinn, Estland, 12 mei 1993): |              | |
| Estland | 0 – 1        | Malta |
| | goals        | 16' Kristian Laferla |
| Uno Piir | bondscoach   | Pippo Psayla |
| Mart Poom Risto Kallaste 73' Marek Lemsalu Igor Prins Urmas Kaljend Toomas Kallaste Andrei Borissov Marko Kristal Martin Reim Sergei Ratnikov 25' Aleksandr Puštov | opstellingen | David Cluett Silvio Vella Richard Buhagiar Nicholas Saliba Joe Brincat John Buttigieg 64' Martin Gregory Raymond Vella 46' David Carabott Kristian Laferla Joe Camilleri |
| Indro Olumets 25' Sergei Bragin 73' | wissels      | 46' Stefan Sultana 64' Jesmond Delia |
| Risto Kallaste 61' | gele kaarten | 5' Joe Brincat |

### Derde ontmoeting
| Vriendschappelijk (Ta' Qali, Malta, 16 februari 2004): |              | |
| Malta | 5 – 2        | Estland |
| Etienne Barbara 12' Brian Said 28' Noel Turner 58' Etienne Barbara 60' Antoine Zahra 87'                                                                                   | goals        | 16' Vjatšeslav Zahovaiko 45' Raio Piiroja |
| Horst Heese | bondscoach   | Arno Pijpers |
| Saviour Darmanin Ian Azzopardi Jeffrey Chetcuti Brian Said Stephen Wellman Stefan Giglio Noel Turner 77' Claude Mattocks 60' Michael Mifsud Etienne Barbara 72' Ivan Woods | opstellingen | Martin Kaalma Teet Allas Sergei Hohlov-Simson Raio Piiroja 60' Erko Saviauk Ott Reinumäe 75' Kert Haavistu Martin Reim Kristen Viikmäe Vjatšeslav Zahovaiko 67' Aleksander Saharov |
| Antoine Zahra 60' Alex Muscat 72' Roderick Bajada 77' | wissels      | 60' Ragnar Klavan 67' Joel Lindpere 75' Maksim Smirnov |
| Etienne Barbara ??' Stefan Giglio 63' | gele kaarten | 38' Sergei Hohlov-Simson 62' Vjatšeslav Zahovaiko 66' Kert Haavistu |

### Vierde ontmoeting
| Vriendschappelijk (Tallinn, Estland, 20 augustus 2008): |       |                  |
| Estland                                                 | 2 – 1 | Malta            |
| Ats Purje 22' Andres Oper 53'                           | goals | 8' Ian Azzopardi |

### Vijfde ontmoeting
| Vriendschappelijk (Pärnu, Estland, 31 augustus 2016):        |       |                    |
| Estland                                                      | 1 – 1 | Malta              |
| Sergei Zenjov 57'                                            | goals | 59' Alfred Effiong |
| - Honderdste interland van Aleksandr Dmitrijev voor Estland. |       |                    |

EJL · A-internationals · Bondscoaches · Statistieken · Estisch vrouwenelftal · Olympisch elftal · Estland U21 · Estland U20 · Estland U19 · Estland U18 · Estland U17 · Estland U16
1920 – 1929 ·
1930 – 1939 ·
1940 – 1949 ·
1950 – 1990 · 
1990 – 1999 ·
2000 – 2009 ·
2010 – 2019 ·
2020 − 2029
OS 1924
1920 ·
1921 ·
1922 ·
1923 ·
1924 ·
1925 ·
1926 ·
1927 ·
1928 ·
1929 · 
1930 · 
1931 · 
1932 · 
1933 · 
1934 · 
1935 · 
1936 · 
1937 · 
1938 · 
1939 · 
1940 · 
1941 · 
1942 · 
1943 · 1944 · 
1945 · 
1946 · 
1947 · 
1948 · 
1949 · 
1950 – 1990 · 
1991 · 
1992 · 
1993 · 
1994 · 
1995 · 
1996 · 
1997 · 
1998 · 
1999 · 
2000 · 
2001 · 
2002 · 
2003 · 
2004 · 
2005 · 
2006 · 
2007 · 
2008 · 
2009 · 
2010 · 
2011 · 
2012 · 
2013 · 
2014 · 
2015 · 
2016 ·
2017 ·
2018 ·
2019 ·
2020
Albanië ·
Andorra ·
Angola ·
Antigua en Barbuda ·
Argentinië ·
Armenië ·
Azerbeidzjan ·
België ·
Bosnië-Herzegovina ·
Brazilië ·
Bulgarije ·
Canada ·
Chili ·
China ·
Cyprus ·
Denemarken ·
Duitsland ·
Ecuador ·
Egypte ·
El Salvador ·
Engeland ·
Equatoriaal-Guinea ·
Faeröer ·
Fiji ·
Filipijnen ·
Finland ·
Frankrijk ·
Georgië · 
Gibraltar ·
Griekenland ·
Hongarije ·
Hongkong ·
Ierland ·
IJsland ·
Indonesië ·
Irak ·
Israël ·
Italië ·
Jordanië ·
Kazachstan ·
Kirgizië ·
Kroatië ·
Letland ·
Libanon ·
Liechtenstein ·
Litouwen ·
Luxemburg ·
Malta ·
Marokko ·
Mexico ·
Moldavië ·
Montenegro ·
Nederland ·
Nieuw-Caledonië ·
Nieuw-Zeeland ·
Noord-Ierland ·
Noord-Macedonië ·
Noorwegen ·
Oekraïne ·
Oezbekistan ·
Oman ·
Oostenrijk ·
Polen ·
Portugal ·
Qatar ·
Roemenië ·
Rusland ·
Saint Kitts en Nevis ·
San Marino ·
Saoedi-Arabië ·
Schotland ·
Servië ·
Slovenië ·
Slowakije · 
Spanje ·
Tadzjikistan ·
Thailand ·
Trinidad en Tobago ·
Tsjechië ·
Turkije ·
Turkmenistan ·
Uruguay ·
Vanuatu ·
Venezuela ·
Verenigde Arabische Emiraten ·
Verenigde Staten ·
Vietnam ·
Wales ·
Wit-Rusland ·
Zweden ·
Zwitserland
Malta Football Association · A-internationals · Bondscoaches · Statistieken · Maltees vrouwenelftal · Malta U21 · Malta U20 · Malta U19 · Malta U18 · Malta U17 · Malta U16
1957 – 1959 ·
1960 – 1969 ·
1970 – 1979 ·
1980 – 1989 ·
1990 – 1999 ·
2000 – 2009 ·
2010 – 2019 ·
2020 − 2029
1957 · 
1958 · 
1959 · 
1960 · 
1961 · 
1962 · 
1963 · 
1964 · 
1965 · 
1966 · 
1967 · 1968 · 
1969 · 
1970 · 
1971 · 
1972 · 
1973 · 
1974 · 
1975 · 
1976 · 
1977 · 
1978 · 
1979 · 
1980 · 
1981 · 
1982 · 
1983 · 
1984 · 
1985 · 
1986 · 
1987 · 
1988 · 
1989 · 
1990 ·
1991 · 
1992 · 
1993 · 
1994 · 
1995 · 
1996 · 
1997 · 
1998 · 
1999 · 
2000 · 
2001 · 
2002 · 
2003 · 
2004 · 
2005 · 
2006 · 
2007 · 
2008 · 
2009 · 
2010 · 
2011 · 
2012 · 
2013 · 
2014 · 
2015 · 
2016 ·
2017 ·
2018 ·
2019 ·
2020 ·
2021 ·
2022
Albanië ·
Algerije ·
Andorra ·
Angola ·
Armenië ·
Azerbeidzjan ·
België ·
Bosnië en Herzegovina · 
Bulgarije ·
Canada ·
Centraal-Afrikaanse Republiek ·
Cyprus ·
DDR ·
Denemarken ·
Duitsland ·
Egypte ·
Engeland ·
Estland ·
Faeröer ·
Finland ·
Frankrijk ·
Gabon ·
Georgië ·
Gibraltar · 
Griekenland ·
Hongarije ·
Ierland ·
IJsland ·
Indonesië ·
Israël ·
Italië ·
Japan ·
Joegoslavië ·
Jordanië ·
Kaapverdië ·
Kazachstan ·
Koeweit ·
Kosovo ·
Kroatië ·
Letland ·
Libanon ·
Libië ·
Liechtenstein ·
Litouwen ·
Luxemburg ·
Moldavië ·
Nederland ·
Noord-Ierland ·
Noord-Macedonië ·
Noorwegen ·
Oekraïne ·
Oostenrijk ·
Polen ·
Portugal ·
Qatar ·
Roemenië ·
Rusland ·
San Marino ·
Schotland ·
Slovenië ·
Slowakije ·
Spanje ·
Thailand ·
Tsjechië ·
Tsjecho-Slowakije ·
Tunesië · 
Turkije · 
Venezuela · 
Verenigde Arabische Emiraten ·
Verenigde Staten ·
Wales ·
Wit-Rusland ·
Zuid-Afrika ·
Zuid-Korea ·
Zweden ·
Zwitserland